# 约翰·舍斯特兰德
约翰·舍斯特兰德（瑞典語：Johan Sjöstrand，1987年2月26日—），生于舍夫德，瑞典男子手球运动员。他曾代表瑞典国家队参加2012年夏季奥林匹克运动会手球比赛，获得一枚银牌。